# Walckenaeria pallida
Walckenaeria pallida är en spindelart som först beskrevs av James Henry Emerton 1882.  Walckenaeria pallida ingår i släktet Walckenaeria och familjen täckvävarspindlar. Inga underarter finns listade i Catalogue of Life.